# Zwartkopzanger
De zwartkopzanger (Setophaga striata, synoniem: Dendroica striata) is een zangvogel uit de familie der Parulidae (Amerikaanse zangers).

## Verspreiding en leefgebied
Deze soort komt in de zomer voor van Alaska tot oostelijk en zuidoostelijk Canada en de noordoostelijke Verenigde Staten. In de winter trekt deze vogel over de Atlantische Oceaan naar de Antillen en het noorden van Zuid-Amerika. Ze kunnen tijdens deze tocht een afstand van ruim 2400 kilometer non-stop overbruggen in twee of drie dagen.